# Diocesi di Albania
La diocesi di Arbano o di Albania (in latino Dioecesis Albanensis o Arbanensis) è una sede soppressa e sede titolare della Chiesa cattolica suffraganea dell'arcidiocesi di Antivari.

## Territorio
Nel 1615 si estendeva in parte nel territorio dell'Albania e in parte in quello della Macedonia, ossia nella regione della Metochia (chiamata in albanese Dukagjin). I vescovi non avevano una residenza fissa e nemmeno una propria cattedrale, a causa delle distruzioni operate dagli Ottomani.

## Storia
La prima menzione di un vescovo Albanensis o Arbanensis risale alla seconda metà del XII secolo con il vescovo Lazzaro, documentato nel 1166 e 1167. Secondo gli editori degli Acta et diplomata Albaniae, questa diocesi è da identificare con la diocesi di Croia e solo a partire dal 1279 si trovano due vescovi distinti per le due sedi.
Tra XII e XIII secolo è documentata l'esistenza di due monasteri locali, quello del Santissimo Salvatore con l'abate Gregorio, e quello di Sant'Alessandro e il suo abate Lazzaro.
Nel 1615 la popolazione cristiana della diocesi contava fra le 60 000 e 70 000 anime, ma la diocesi era amministrata in commenda dai vescovi di Stefaniaco e non aveva rendite proprie, cosicché il vescovo era sostentato dalle offerte dei fedeli.
Nel 1640 la diocesi fu soppressa e incorporata nell'arcidiocesi di Durazzo.
Dal 1933 è annoverata tra le sedi vescovili titolari della Chiesa cattolica con il titolo di Arbano; dall'11 maggio 1999 il vescovo titolare è Erminio De Scalzi, già vescovo ausiliare di Milano.

## Cronotassi dei vescovi
- Lazzaro † (prima del 1166 - dopo il 1167)[4]
- Anonimo ? † (menzionato nel 1199)[5]
- Paolo † (prima del 1208 - dopo il 1209)[6]
- Anonimi † (menzionati nel 1250 e 1252)[7]
- Michele † (prima del 1295 - dopo il 1319[8])[9]
  - Lazzaro † (menzionato nel 1319) (vescovo intruso)[8]
- Lauro † (menzionato nel 1350)
- Nicola † (menzionato nel 1354)
- Andrea (o Giorgio)[10] † (? - circa 1370 deceduto)
- Giovanni Lourlis, O.P. † (28 giugno 1370 - ? dimesso)[11]
  - Demetrio Nesa, O.F.M. † (prima del 1376) (vescovo eletto)[12]
- Giovanni da Trieste, O.F.M. † (1º marzo 1391 - ?)
- Tommaso (Butyller ?[13]), O.F.M. † (? - 16 maggio 1401 nominato vescovo di Ugento)
- Giorgio, O.S.B. † (30 gennaio 1402 - ? deceduto)
  - Andrea Murić † (11 febbraio 1411 - ? deceduto) (antivescovo)
- Vulcano Suinti, O.S.B. † (28 marzo 1412 - ? deceduto)
- Andrea Sume † (10 maggio 1426 - ? deceduto)
- Andrea de Suincis † (12 giugno 1441 - ? deceduto)
- Nicola † (5 ottobre 1463 - ? deceduto)
- Anonimo † (? - 1494 deceduto)
- Angelo da Macerata † (1º ottobre 1494 - 1506 deceduto)
- Giovanni Corona, O.P. † (24 giugno 1506 - 1515 deceduto)
- Giovanni (Giacomo) Montalbo, O.S.A. † (3 marzo 1518 - ?)
- Ludovico de Vivaldi, O.P. † (19 settembre 1519 - ?)
- Pedro de Torres † (27 agosto 1540 - ?)[14]
- Domenico Bigorrei † (19 novembre 1554 - ?)
- Anonimo † (menzionato nel 1598)
- Anonimo † (menzionato nel 1608)
- Giovanni Collesio, O.F.M. † (31 agosto 1615 - 1635 deceduto)[15]
- Marco Scurra, O.F.M. † (1º ottobre 1635 - 1640 nominato arcivescovo di Durazzo)

## Cronotassi dei vescovi titolari
- Giuseppe Perniciaro † (26 ottobre 1937 - 12 luglio 1967 nominato eparca di Piana degli Albanesi)
- Jules-Louis-Paul Harlé † (12 ottobre 1970 - 24 gennaio 1999 deceduto)
- Erminio De Scalzi, dall'11 maggio 1999